# Narovčatskij rajon
Il Narovčatskij rajon (in russo Наровчатский район?) è un rajon dell'Oblast' di Penza, nella Russia europea. Istituito nel 1928, il suo capoluogo è Narovčat.